# Tournoi de clôture du championnat du Panama de football 2012
Navigation
Saison précédente Saison suivante
Le Tournoi Clausura 2012 est le onzième tournoi saisonnier disputé au Panama.
C'était cependant la 30e fois que le titre de champion du Panama était remis en jeu.
Lors de ce tournoi, le Chorrillo FC a tenté de conserver son titre de champion du Panama face aux neuf meilleurs clubs panaméens.
Chacun des dix clubs participant était confronté deux fois aux neuf autres équipes. Puis les quatre meilleurs se sont affrontés lors d'une phase finale à la fin du tournoi.
Seulement une place était qualificative pour la Ligue des champions de la CONCACAF.

## Les 10 clubs participants
Ce tableau présente les dix équipes qualifiées pour disputer le championnat 2011-2012. On y trouve le nom des clubs, le nom des stades dans lesquels ils évoluent ainsi que la capacité et la localisation de ces derniers.
| \| Panama City : Alianza FC Chorrillo FC CD Plaza Amador Tauro FC Deportivo Árabe Unido Colón C-3 FC Chepo FC Atlético Chiriquí Panama City San Francisco FC Sporting San Miguelito \| Localisation des clubs engagés dans le championnat. |
| Panama City : Alianza FC Chorrillo FC CD Plaza Amador Tauro FC Deportivo Árabe Unido Colón C-3 FC Chepo FC Atlético Chiriquí Panama City San Francisco FC Sporting San Miguelito                                                           |

| Club                   | Stade                         | Capacité | Ville         |
| Alianza FC             | Camp Luis Ernesto Tapia (es)  | 900      | Panama City   |
| Deportivo Árabe Unido  | Stade Armando Dely Valdes     | 4 000    | Colón         |
| Chepo FC               | Camp Luis Ernesto Tapia (es)  | 900      | Chepo         |
| Atlético Chiriquí      | Stade San Cristóbal           | 2 500    | David         |
| Chorrillo FC           | Stade Javier Cruz             | 2 500    | Panama City   |
| Colón C-3 FC (en)      | Stade Armando Dely Valdes     | 4 000    | Colón         |
| CD Plaza Amador        | Stade Javier Cruz             | 2 500    | Panama City   |
| San Francisco FC       | Stade Agustín Muquita Sánchez | 8 000    | La Chorrera   |
| Sporting San Miguelito | Camp Luis Ernesto Tapia (es)  | 900      | San Miguelito |
| Tauro FC               | Camp Luis Ernesto Tapia (es)  | 900      | Panama City   |

## Compétition
Le tournoi Clausura se déroule de la même façon que le tournoi saisonnier précédent, en deux phases :
- La phase de qualification : les dix-huit journées de championnat.
- La phase finale : les matchs aller-retour allant des demi-finales à la finale.

### Phase de qualification
Lors de la phase de qualification les dix équipes affrontent à deux reprises les neuf autres équipes selon un calendrier tiré aléatoirement.
Les quatre meilleures équipes sont qualifiées pour les demi-finales.
Le classement est établi sur le barème de points classique (victoire à 3 points, match nul à 1, défaite à 0).
Le départage final se fait selon les critères suivants :
- Le nombre de points.
- Le nombre de points particulier.
- La différence de buts particulière.
- La différence de buts générale.
- Le nombre de buts marqué.

#### Classement
| Rang | Équipe                 | Pts | J  | G | N  | P  | Bp | Bc | Diff |
| ---- | ---------------------- | --- | -- | - | -- | -- | -- | -- | ---- |
| 1    | Sporting San Miguelito | 33  | 18 | 9 | 6  | 3  | 23 | 15 | +8   |
| 2    | Deportivo Árabe Unido  | 32  | 18 | 9 | 5  | 4  | 21 | 13 | +8   |
| 3    | Chepo FC               | 31  | 18 | 8 | 7  | 3  | 24 | 13 | +11  |
| 4    | Tauro FC               | 26  | 18 | 6 | 8  | 4  | 20 | 16 | +4   |
| 5    | Chorrillo FC (T)       | 25  | 18 | 5 | 10 | 3  | 23 | 20 | +3   |
| 6    | San Francisco FC       | 22  | 18 | 5 | 7  | 6  | 17 | 18 | -1   |
| 7    | Atlético Chiriquí      | 20  | 18 | 4 | 8  | 6  | 14 | 17 | -3   |
| 8    | Alianza FC             | 20  | 18 | 5 | 5  | 8  | 21 | 28 | -7   |
| 9    | Colón C-3 FC (en) (P)  | 15  | 18 | 3 | 6  | 9  | 14 | 25 | -11  |
| 10   | CD Plaza Amador        | 12  | 18 | 2 | 6  | 10 | 16 | 28 | -12  |

| Légende : Qualifications et relégations | Légende : Qualifications et relégations                  |
| --------------------------------------- | -------------------------------------------------------- |
|                                         | Qualifié pour les demi-finales                           |
|                                         | (T) : Tenant du titre (P) : Promu de la saison 2010-2011 |

#### Matchs
| Résultats (▼dom., ►ext.)                                   | Ali | Ára | Chi | Che | Cho | Col | Pla | San | Spo | Tau |
| Alianza FC                                                 |     | 0-2 | 1-1 | 1-2 | 1-1 | 2-0 | 1-0 | 1-1 | 1-3 | 4-2 |
| Deportivo Árabe Unido                                      | 3-1 |     | 1-1 | 2-1 | 1-0 | 1-0 | 1-1 | 2-1 | 0-0 | 0-1 |
| Atlético Chiriquí                                          | 0-2 | 0-2 |     | 1-0 | 1-2 | 0-0 | 0-0 | 0-0 | 0-1 | 0-1 |
| Chepo FC                                                   | 5-0 | 2-1 | 2-0 |     | 1-1 | 2-1 | 2-0 | 1-0 | 2-2 | 2-1 |
| Chorrillo FC                                               | 3-1 | 1-1 | 0-2 | 0-0 |     | 3-1 | 2-1 | 3-1 | 1-1 | 1-1 |
| Colón C-3 FC (en)                                          | 1-1 | 1-1 | 0-1 | 1-1 | 2-2 |     | 2-1 | 0-1 | 1-0 | 0-3 |
| CD Plaza Amador                                            | 1-0 | 1-2 | 2-4 | 1-1 | 0-0 | 2-1 |     | 1-1 | 2-3 | 1-3 |
| San Francisco FC                                           | 1-0 | 0-1 | 1-1 | 1-0 | 1-1 | 1-1 | 3-1 |     | 0-1 | 1-1 |
| Sporting San Miguelito                                     | 1-3 | 1-0 | 1-1 | 0-0 | 3-1 | 1-2 | 1-0 | 3-1 |     | 1-0 |
| Tauro FC                                                   | 1-1 | 1-0 | 1-1 | 0-0 | 1-1 | 2-0 | 1-1 | 0-2 | 0-0 |     |
| - Victoire à domicile - Match nul - Victoire à l'extérieur |     |     |     |     |     |     |     |     |     |     |

### Classement cumulatif
À la suite du changement de format, le classement cumulé regroupe les trois derniers tournois du championnat du Panama.
| Rang | Équipe                 | Pts | J  | G  | N  | P  | Bp | Bc | Diff |
| ---- | ---------------------- | --- | -- | -- | -- | -- | -- | -- | ---- |
| 1    | Sporting San Miguelito | 67  | 36 | 19 | 10 | 7  | 44 | 29 | +15  |
| 2    | Chepo FC               | 61  | 36 | 17 | 10 | 9  | 48 | 28 | +20  |
| 3    | Chorrillo FC (C)       | 57  | 36 | 14 | 15 | 7  | 49 | 39 | +10  |
| 4    | Deportivo Árabe Unido  | 57  | 36 | 16 | 9  | 11 | 38 | 30 | +8   |
| 5    | Tauro FC (C)           | 54  | 36 | 15 | 9  | 12 | 43 | 32 | +11  |
| 6    | San Francisco FC       | 53  | 36 | 14 | 11 | 11 | 40 | 37 | +3   |
| 7    | CD Plaza Amador        | 43  | 36 | 11 | 10 | 15 | 38 | 49 | -11  |
| 8    | Alianza FC             | 36  | 36 | 8  | 12 | 16 | 41 | 55 | -14  |
| 9    | Atlético Chiriquí      | 31  | 36 | 6  | 13 | 17 | 26 | 43 | -17  |
| 10   | Colón C-3 FC (en) (P)  | 26  | 36 | 5  | 11 | 20 | 27 | 52 | -25  |

| Légende : Qualifications et relégations | Légende : Qualifications et relégations                                                |
| --------------------------------------- | -------------------------------------------------------------------------------------- |
|                                         | Ligue des champions de la CONCACAF 2012-2013 (Phase de groupes)                        |
|                                         | Relégué en Liga Nacional de Ascenso                                                    |
|                                         | (C) : Vainqueur d'un des deux tournois de la saison (P) : Promu de la saison 2010-2011 |

### La Phase Finale
Les quatre équipes qualifiées sont réparties dans le tableau final d'après leur classement général.
En cas d'égalité sur la somme des deux matchs, c'est l'équipe ayant marqué le plus de buts à extérieur qui l'emporte puis une prolongation et une séance de tirs au but ont éventuellement lieu.

#### Tableau
|  | 1/2 finale             | 1/2 finale             | 1/2 finale | 1/2 finale | 1/2 finale | 1/2 finale |          |     | Finale | Finale | Finale | Finale | Finale |  |
|  |                        |                        |            |            |            |            |          |     |        |        |        |        |        |  |
|  |                        |                        |            |            |            |            |          |     |        |        |        |        |        |  |
|  |                        |                        |            |            |            |            |          |     |        |        |        |        |        |  |
|  | Sporting San Miguelito | Sporting San Miguelito | (1)        | 0          | 0          |            |          |     |        |        |        |        |        |  |
|  | Sporting San Miguelito | Sporting San Miguelito | (1)        | 0          | 0          |            |          |     |        |        |        |        |        |  |
|  | Tauro FC               | Tauro FC               | (4)        | 1          | 1          |            |          |     |        |        |        |        |        |  |
|  | Tauro FC               | Tauro FC               | (4)        | 1          | 1          | Tauro FC   | Tauro FC | (4) | 2      |        |        |        |        |  |
|  |                        |                        |            |            |            |            | Tauro FC | (4) | 2      |        |        |        |        |  |
|  |                        | Chepo FC               | Chepo FC   | (3)        | 1          |            |          |     |        |        |        |        |        |  |
|  | Deportivo Árabe Unido  | Deportivo Árabe Unido  | Chepo FC   | (3)        | 1          | (2)        | 0        | 0   |        |        |        |        |        |  |
|  | Deportivo Árabe Unido  | Deportivo Árabe Unido  |            |            |            | (2)        | 0        | 0   |        |        |        |        |        |  |
|  | Chepo FC               | Chepo FC               | (3)        | 1          | 0          |            |          |     |        |        |        |        |        |  |
|  | Chepo FC               | Chepo FC               | (3)        | 1          | 0          |            |          |     |        |        |        |        |        |  |

#### Demi-finales
| Club                   | Aller | Retour | Club     | Commentaire |
| Sporting San Miguelito | 0-1   | 0-1    | Tauro FC |             |
| Deportivo Árabe Unido  | 0-1   | 0-0    | Chepo FC |             |

#### Finale
| Match aller | Tauro FC                              | 2:1   | Chepo FC               | Stade Rommel Fernández |  |
| 22 mai 2012 | 20e Leonel Parris · 20e Luis Renteria | (1:0) | 86e Cristian Bangueras |                        |  |

## Bilan du tournoi
| Tableau d'Honneur     |           |
| Compétition           | Vainqueur |
| Tournoi Clausura 2012 | Tauro FC  |

| Qualifications continentales 2012-2013 |           |
| Ligue des champions                    | Qualifiés |
| Phase de groupes                       | Tauro FC  |

| Promotions et relégations           |                   |
| Relégué en Liga Nacional de Ascenso | Colón C-3 FC (en) |
| Promu de Liga Nacional de Ascenso   |                   |

## Statistiques

### Buteurs
| Rang | Nom | Équipe | Buts |
| 1    | -   | -      | -    |
| 2    | -   | -      | -    |